# Professor Longhair
Henry Roeland "Roy" Byrd, noto come Professor Longhair (Bogalusa, 19 dicembre 1918 – New Orleans, 30 gennaio 1980), è stato un pianista e cantante statunitense.

## Biografia
Nato in Louisiana, inizia la sua carriera a New Orleans nel 1948, anno in cui Mike Tessitore, proprietario di un club in città, dà a Professor Longhair il suo pseudonimo. La prima registrazione è datata 1949 e consiste in alcuni brani (tra cui Mardi Gras in New Orleans) incisi con un gruppo chiamato Shuffling Hungarians.
Nei primi anni '50 registra per la Atlantic Records, la Federal Records e altre etichette discografiche locali. Tra i suoi brani più conosciuti vi sono Bald Head, pubblicata sotto il nome Roy Byrd & His Blues Jumpers, Tipitina e Go to the Mardi Gras.
È apparso nella serie della PBS Crawfish Fiesta e nel documentario Piano Players Rarely Ever Play Together.
Si spegne a causa di un attacco di cuore all'età di 61 anni.
Ha vinto un Grammy Award postumo per House Party New Orleans Style. Nel 1981 viene inserito nella Blues Hall of Fame. 
Nel 1985 Paul McCartney & Wings hanno dedicato a lui il brano 'My Carnival. Nel 1992 è stato inserito nella Rock and Roll Hall of Fame.

## Discografia

### Album
- Rock 'N' Roll Gumbo (1974)
- Live on the Queen Mary (1978)
- Crawfish Fiesta (1980)
- The London Concert con Alfred "Uganda" Roberts (1981) aka The (Complete) London Concert
- The Last Mardi Gras (1982)
- Mardi Gras In New Orleans - Live 1975 Recording (1982) aka Live In Germany
- House Party New Orleans Style: The Lost Sessions 1971-1972 (1987)
- Ball the Wall! Live at Tipitina's 1978 (2004)

### Raccolte
- New Orleans Piano (1972) aka New Orleans Piano: Blues Originals Vol. 2
- Mardi Gras In New Orleans 1949-1957 (1981)